# Beckingen

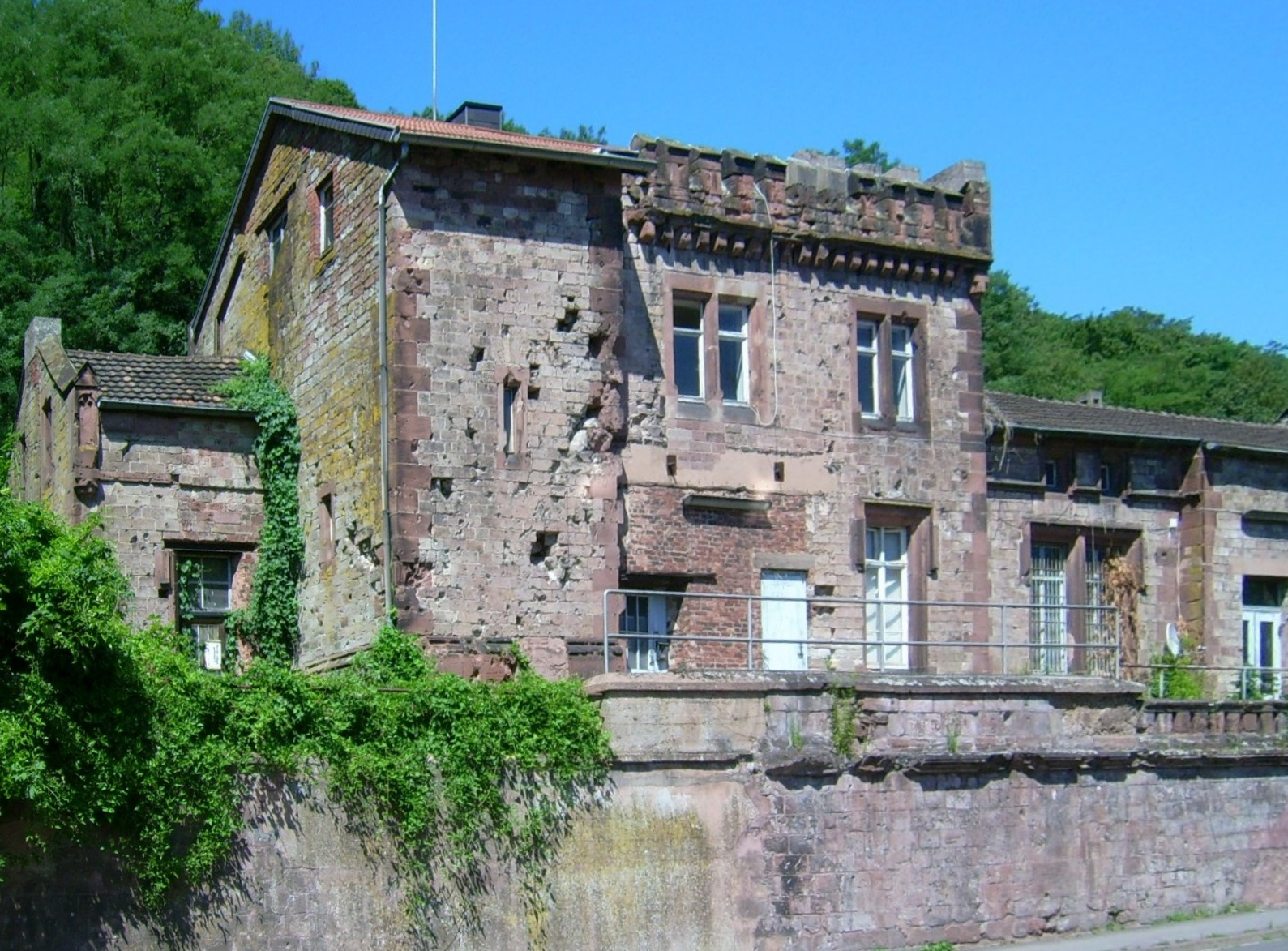
Stationgebouw in 2006

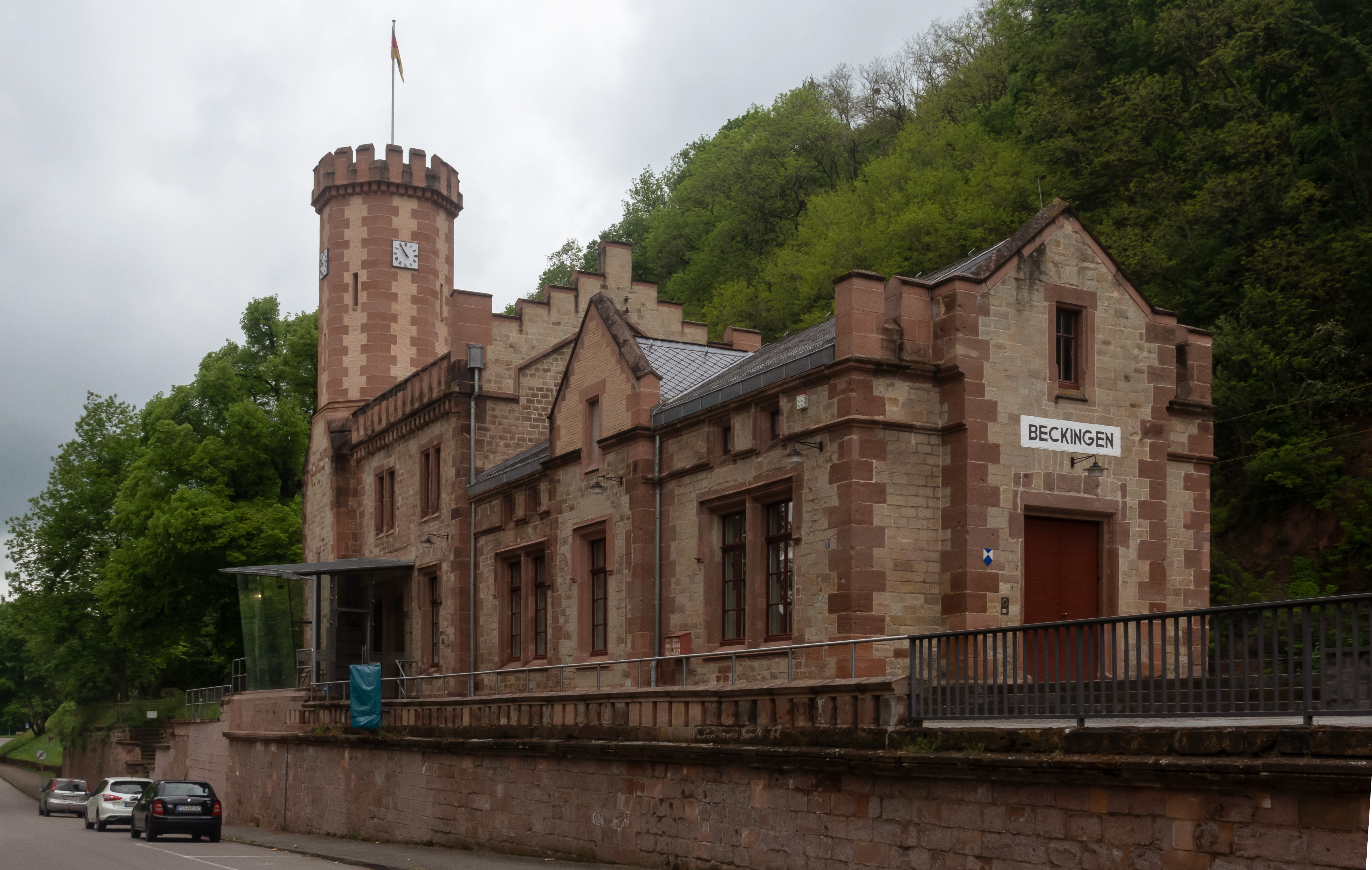
Stationsgebouw in 2023

Beckingen is een gemeente in de Duitse deelstaat Saarland, en maakt deel uit van het district Merzig-Wadern.
Beckingen telt 14.938 inwoners.

## Indeling gemeente
De volgende gemeentedelen maken deel uit van de gemeente:
- Beckingen
- Düppenweiler
- Erbringen
- Hargarten
- Haustadt
- Honzrath
- Oppen
- Reimsbach
- Saarfels

## Verkeer en vervoer

### Autowegen
De Bundesautobahn 8 loopt door de gemeente.

### Spoorwegen
Beckingen heeft een station, station Beckingen (Saar), aan de spoorlijn Saarbrücken - Karthaus.

### Vaarwegen
De rivier de Saar loopt door de gemeente.
Beckingen ·
Losheim am See ·
Merzig ·
Mettlach ·
Perl ·
Wadern ·
Weiskirchen